# Shoshone River
Der Shoshone River ist ein 120 km langer Fluss im nördlichen Wyoming in den Vereinigten Staaten. Seine Quellflüsse entspringen in der Absaroka Range im Shoshone National Forest. Nahe Lovell, Wyoming mündet er in den Bighorn River, im südlichen Teil des von der Yellowtail-Talsperre aufgestauten Bighorn Lake. Auf seinem Lauf passiert der Shoshone River die Städte (Citys) Cody, Powell, Byron und Lovell. In der Nähe von Cody fließt er durch ein vulkanisch aktives Gebiet mit Fumarolen namens Colter’s Hell. Das trug dazu bei, dass der Fluss in alten Karten von Wyoming als Stinking Water River bezeichnet wird. Der gegenwärtige Name wurde 1901 auf öffentlichen Wunsch hin beschlossen.
Westlich von Cody wird der Fluss im Shoshone Canyon durch den Buffalo Bill Dam aufgestaut, der im Zuge des Shoshone Project erbaut wurde, eines der ersten Wasserbauprojekte der Vereinigten Staaten. Eine Anzahl heißer Quellen entlang des alten Flusslaufs ging im Stausee unter. Im Buffalo-Bill-Stausee fließen die zwei Quellflüsse des Shoshone zusammen: der North Fork Shoshone River, der durch einen langen Canyon aus der Absaroka Range, nahe beim Osteingang des Yellowstone-Nationalparks, kommt, und der South Fork Shoshone River, der am Südende der Absarokas entspringt.

## Hydrologie
Der Shoshone River ist als Nebenfluss des Bighorn Rivers Teil des Einzugsgebietes des Yellowstone River, der über Missouri und Mississippi in den Golf von Mexiko entwässert. Das Einzugsgebiet des Shoshone River umfasst ein Areal von etwa 7700 km² und grenzt an die Einzugsgebiete von Clarks Fork Yellowstone River im Norden, Lamar River im Nordwesten, Yellowstone River im Westen sowie Wind River, Greybull River und Dry Creek im Süden. Der mittlere Abfluss am Pegel oberhalb der Mündung beträgt 32,23 m³/s, die größten Abflüsse finden sich in den Monaten Juni und Juli.

## Belege
1. 1 2  Merrill J. Mattes: Chapter IV: "Colter's Hell": A Case of Mistaken Identity. In: Colter's Hell and Jackson's Hole. Yellowstone Association & Grand Teton Natural History Association, 1962, abgerufen am 29. Juli 2009 (englisch).
2. ↑  Shoshone River. In: Geographic Names Information System. United States Geological Survey, United States Department of the Interior (englisch).
3. ↑  USGS 06286200 SHOSHONE RIVER AT KANE, WY. Abgerufen am 16. Oktober 2024.